# Riders Tour 2011
Die Riders Tour 2011 war die elfte Saison der Riders Tour, einer international ausgeschriebenen Turnierserie im Springreiten.
Die Riders Tour erstreckte sich im Jahr 2011 über sieben Wertungsprüfungen auf CSI 3*- und 4*-Turnieren in Deutschland. Organisiert wird die Riders Tour von einer gleichnamigen GmbH, deren Geschäftsführer Paul Schockemöhle ist.
Hauptsponsor der Serie ist die Deutsche Kreditbank.

## Ablauf der Turnierserie
Die Prüfungen der Serie fand im Jahr 2011 vom 8. Mai bis zum 6. November statt.
Die Wertungsprüfungen fand jeweils am Nachmittag des letzten Turniertages statt. Sie waren als Springprüfung mit zwei unterschiedlichen Umläufen ausgeschrieben. Als Besonderheit wurden jedoch die Strafpunkte aus dem ersten Umlauf nicht übernommen, somit gleicht die Ausschreibung (bis auf die Startreihenfolge im zweiten Umlauf) weitgehend einer Springprüfung mit Siegerrunde.
Den zweiten Umlauf erreichten die besten 10 Starter des ersten Umlaufs. Soweit mehr als zehn Reiter im ersten Umlauf fehlerfrei waren, waren diese alle im zweiten Umlauf der Prüfung startberechtigt.
Am Ende der Saison wurde ein Finale ausgetragen. Hierbei handelte es sich um eine normale Wertungsprüfung. Soweit jedoch ein Reiter am Ende der Saison auf dem ersten bis sechsten Platz der Gesamtwertung lag, musste er am Finale teilnehmen. Soweit dies nicht der Fall war, wurde er nicht an der Preisausschüttung der Gesamtwertung beteiligt.
Die Punktevergabe wurde wie folgt vorgenommen:
| Platz  | 1  | 2  | 3  | 4  | 5  | 6  | 7 | 8 | 9 | 10 | 11 | 12 | 13 | 14 | 15 |
| Punkte | 20 | 17 | 15 | 13 | 11 | 10 | 9 | 8 | 7 | 6  | 5  | 4  | 3  | 2  | 1  |

## Medien
Die Prüfungen der Riders Tour wurden zumeist von ARD, ZDF oder den Dritten Programmen in unterschiedlichem Umfang übertragen. Grundlage hierfür ist der Vertrag zwischen der Deutschen Reiterlichen Vereinigung und der Sportrechteagentur der öffentlich-rechtlichen Sender.
Zunächst war die Übertragung der ersten Wertungsprüfung der Saison in einer 55-minütigen Übertragung in der ARD vorgesehen. Da jedoch die ebenfalls in Hagen am Teutoburger Wald im Rahmen der Dressurprüfungen vorgesehene Turnierpremiere von Matthias Alexander Rath und Totilas verletzungsbedingt entfällt, wurde die Übertragung gestrichen. Die alleinige Übertragung der Springprüfung würde gegen die zeitgleich stattfindende Formel-1-Übertragung untergehen. Eine Live-Übertragung des Turniers erfolgt über einen Internet-Livestream.
Die zweite Wertungsprüfung, das Deutsche Springderby, wurde vom ZDF im Umfang von 75 Minuten übertragen. Die dritte Prüfung in Wiesbaden zeigte der Hessische Rundfunk eine 90 Minuten lange Übertragung.
Die Prüfung in Münster wurde aufgrund der zeitgleich stattfindenden Vielseitigkeits-Europameisterschaft nicht im Fernsehen übertragen. Wie bereits in Hagen fand eine Live-Übertragung des Turniers über einen Internet-Livestream statt. Damit ist die Saison 2011 die erste Riders Tour-Saison, in der mehrere Wertungsprüfungen nicht durch das Fernsehen übertragen werden.
Die Etappe in Paderborn wurde vom WDR Fernsehen im Umfang von zwei Stunden übertragen. Die Finaletappe in München wird hingegen lediglich im Rahmen der ZDF-Sportreportage zusammengefasst.
Damit wurden lediglich etwas mehr als die Hälfte der Etappen der Saison 2011 umfangreich übertragen.

### Spekulationen
Am 30. Oktober wurde in der Welt am Sonntag ein Artikel von Werner Langmaack veröffentlicht, der der Riders Tour eine ungewisse Zukunft und ein mögliches plötzliches Ende prophezeite. Dieser Bericht wurde wenige Tage später dementiert:

„Das entbehrt jeder Grundlage und ist definitiv falsch“

Kurz nach dem Dementi wurde bekanntgegeben, dass der auslaufende Vertrag des Titelsponsoren (der Deutschen Kreditbank) um zwei Jahre verlängert wurde.

## Die Prüfungen
Erstmals Teil der Riders Tour ist das CSI 3*-Turnier in Hagen am Teutoburger Wald, das den Auftakt der Saison 2011 bildet. Erneut nach einem Jahr Pause dabei ist das Turnier der Sieger, das 2010 die deutsche Meisterschaft ausrichtete. Diese findet wiederum beim Balve Optimum statt, welches im Vorjahr Teil der Riders Tour war.

### 1. Prüfung: Hagen a.T.W.
Die erste Prüfung der DKB-Riders Tour fand beim CSI 3*-Turnier „Horses & Dreams“ (4. Mai bis zum 8. Mai 2011) in Hagen am Teutoburger Wald statt.
Die Wertungsprüfung wurde am 8. Mai 2011 ab 14.45 Uhr Ortszeit ausgetragen und ist mit 80.000 € dotiert. Parcoursbauer dieser Prüfung waren Klaus-W. Holle und Olaf Herrmann.
Von den Teilnehmern des zweiten Umlaufs, gemäß Reglement zehn Reiter, blieben alle hindernisfehlerfrei. Ein Reiter (Andreas Kreuzer) hatte jedoch einen Zeitstrafpunkt. Im zweiten Umlauf, in dem alle Reiter wieder ohne Strafpunkte starteten, blieben vier Reiter mit ihren Pferden fehlerfrei. Hierzu zählten Ludger Beerbaum und Meredith Michaels-Beerbaum, die einen Tag zuvor noch bei der zweiten Wertungsprüfung der Global Champions Tour in Valencia gestartet waren.
|             | Reiter          | Pferd     | 1. Umlauf | 1. Umlauf   | 2. Umlauf | 2. Umlauf | Wertungs- punkte |
| Strafpunkte | Reiter          | Pferd     | Zeit (s)  | Strafpunkte | Zeit (s)  |           | Wertungs- punkte |
| ----------- | --------------- | --------- | --------- | ----------- | --------- | --------- | ---------------- |
| 1           | Willem Greve    | Ukato     | 0         | -           | 0         | 43,67     | 20               |
| 2           | Ludger Beerbaum | Chaman    | 0         | -           | 0         | 44,05     | 17               |
| 3           | Robert Whitaker | USA Today | 0         | -           | 0         | 46,66     | 15               |

(Plätze eins bis drei von insgesamt 39 Teilnehmern)

### 2. Prüfung: Hamburg

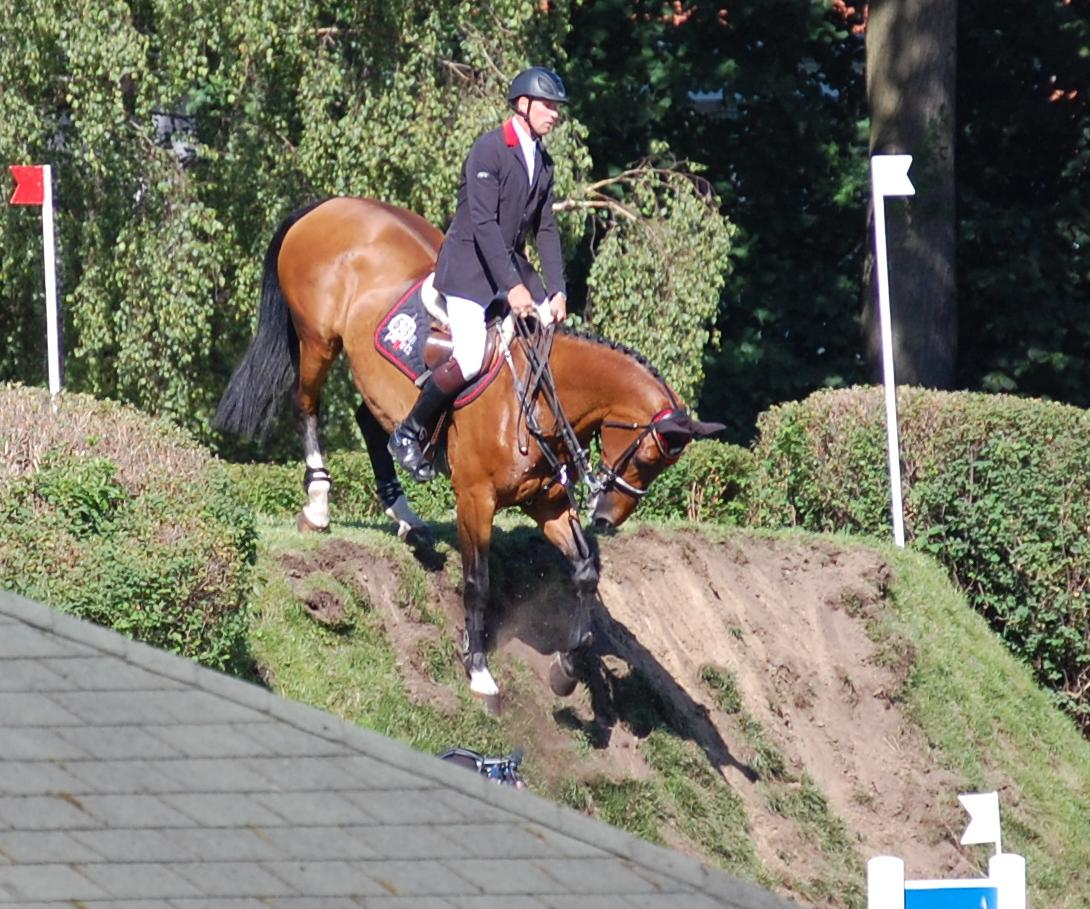
Andre Thieme mit Nacorde am Wall

Nachdem es über Jahre die erste Wertungsprüfung der Riders Tour war, bildet das in Hamburg stattfindende Deutsche Spring- und Dressurderby (1. Juni bis zum 5. Juni 2011) dieses Jahr den Rahmen für die zweite Riders Tour-Etappe.
Das Deutsche Spring-Derby, Wertungsprüfung der Riders Tour, begann am 5. Juni 2011 um 14:05 Uhr. Die Dotation betrug 105.000 €. Mit dem Aufbau des 1920 von Eduard F. Pulvermann entworfenen Parcours war Frank Rothenberger beauftragt. Abweichend von den übrigen Stationen der Riders Tour handelt es sich hierbei um eine Springprüfung mit Stechen.
Nachdem in der ersten Derby-Qualifikation 15 Reiter fehlerfrei waren und auch sieben Reiter die zweite Qualifikation ohne Fehlerpunkte beendeten, beschloss der sportliche Direktor des Turniers, Paul Schockemöhle, erneut einige Hindernisse des Derby-Parcours erhöhen zu lassen. Als Folge hieraus blieb im Spring-Derby kein Reiter fehlerfrei.
Sieben Reiter verzeichneten im Parcours zwei Hindernisabwürfe und kamen damit auf die Plätze drei bis acht. Torben Köhlbrandt und Andre Thieme hatten jeweils einen Abwurf und zogen somit in das Stechen ein. Thieme hatte die bessere Zeit um Stechen und gewann damit zum dritten Mal nach 2007 und 2008 das Deutsche Spring-Derby.
|             | Reiter            | Pferd            | 1. Umlauf | 1. Umlauf   | Stechen  | Stechen | Wertungs- punkte |
| Strafpunkte | Reiter            | Pferd            | Zeit (s)  | Strafpunkte | Zeit (s) |         | Wertungs- punkte |
| ----------- | ----------------- | ---------------- | --------- | ----------- | -------- | ------- | ---------------- |
| 1           | André Thieme      | Nacorde          | 4         | -           | 0        | 53,95   | 20               |
| 2           | Torben Köhlbrandt | C-Trenton Z      | 4         | -           | 2        | 58,27   | 17               |
| 3           | Marcel Ewen       | Orgueil Fontaine | 8         | 161,60      |          |         | 15               |

(Plätze eins bis drei von insgesamt 39 Teilnehmern)

### 3. Prüfung: Wiesbaden
Am Pfingstwochenende, vom 10. Juni bis 13. Juni 2011, fand in Wiesbaden im Rahmen des Internationalen Pfingstturniers Wiesbaden die dritte Riders Tour-Wertungsprüfung statt. Austragungsort des zum 75. Mal durchgeführten Turniers war der Schlosspark Biebrich.
Für die Gesamtwertung der Riders Tour zählte hierbei der Große Preis von Wiesbaden als Wertungsprüfung. Dieser wurde am 13. Juni 2011 ab 15:20 Uhr durchgeführt und war mit einem Preisgeld von 75.000 € ausgestattet. Parcoursbauer war Christian Wiegand.
Im zweiten Umlauf der Prüfung blieben fünf von zehn Reiter fehlerfrei. Für Ludger Beerbaum stellte der Sieg in dieser Prüfung nach einem dritten Platz in der Wertungsprüfung der Global Champions Tour in Cannes zwei Tage zuvor den Abschluss eines hocherfolgreichen Wochenendes dar.
|             | Reiter              | Pferd              | 1. Umlauf | 1. Umlauf   | 2. Umlauf | 2. Umlauf | Wertungs- punkte |
| Strafpunkte | Reiter              | Pferd              | Zeit (s)  | Strafpunkte | Zeit (s)  |           | Wertungs- punkte |
| ----------- | ------------------- | ------------------ | --------- | ----------- | --------- | --------- | ---------------- |
| 1           | Ludger Beerbaum     | Chaman             | 0         | -           | 0         | 46,38     | 20               |
| 2           | Angelica Augustsson | Mic Mac du Tillard | 0         | -           | 0         | 47,52     | 17               |
| 3           | Luciana Diniz       | Winningmood        | 0         | -           | 0         | 48,45     | 15               |

(Plätze eins bis drei von insgesamt 39 Teilnehmern)

### 4. Prüfung: Münster
Die vierte Prüfung der DKB-Riders Tour fand beim Turnier der Sieger (25. August bis 28. August 2011) in Münster statt.
Der Große Preis, Wertungsprüfung der Riders Tour, fand am 28. August 2011 ab 15:30 Uhr statt. Der Parcours wurde von Eckhard Hilker erdacht. Das Preisgeld betrug 80.000 €.
Der Samstag war von starkem Regen geprägt. Infolgedessen hielt der Boden dem Regen nicht mehr stand, die Ausschreibung der Qualifikationsprüfung zum Großen Preis wurde in der Folge von einer Springprüfung mit Stechen auf ein Fehler-Zeit-Springen geändert. Trotz dieser Vereinfachung verzichteten von 44 Teilnehmern 13 auf den Start in der Prüfung. Infolgedessen schrumpfte auch das Starterfeld im Großen Preis auf 33 Starter.
Nach dem zweiten Umlauf hatten sechs Reiter mit ihren Pferden die Prüfung fehlerfrei beendet. Der Sieg ging hierbei an Katrin Eckermann mit Carlson.
|             | Reiter           | Pferd     | 1. Umlauf | 1. Umlauf   | 2. Umlauf | 2. Umlauf | Wertungs- punkte |
| Strafpunkte | Reiter           | Pferd     | Zeit (s)  | Strafpunkte | Zeit (s)  |           | Wertungs- punkte |
| ----------- | ---------------- | --------- | --------- | ----------- | --------- | --------- | ---------------- |
| 1           | Katrin Eckermann | Carlson   | 0         | -           | 0         | 37,46     | 20               |
| 2           | Robert Whitaker  | USA Today | 0         | -           | 0         | 37,90     | 17               |
| 3           | Cassio Rivetti   | Verdi     | 0         | -           | 0         | 38,37     | 15               |

(Plätze eins bis drei von insgesamt 33 Teilnehmern)

### 5. Prüfung: Paderborn
Der Schützenplatz von Paderborn ist der Austragungsort der E.ON Westfalen Weser Challenge (8. September bis 11. September 2011). Dort wird die fünfte Wertungsprüfung der Turnierserie ausgetragen.
Der Große Preis von Paderborn, Wertungsprüfung der Riders Tour, begann am 11. September 2011 um 13:45 Uhr. Die Dotation betrug 80.000 €, Hauptsponsor von Turnier und Großem Preis war E.ON Westfalen Weser. Aufgebaut wurde der Springparcours von Christian Wiegand.
Den zweiten Umlauf, in dem die besten zehn Reiter des ersten Umlaufs startberechtigt waren, beendeten sieben Reiter mit ihren Pferden fehlerfrei. Die ersten drei Ränge wurden hierbei von Reitern, die auf der Anlage von Ludger Beerbaum in Riesenbeck ansässig sind, belegt.
|             | Reiter               | Pferd            | 1. Umlauf | 1. Umlauf   | 2. Umlauf | 2. Umlauf | Wertungs- punkte |
| Strafpunkte | Reiter               | Pferd            | Zeit (s)  | Strafpunkte | Zeit (s)  |           | Wertungs- punkte |
| ----------- | -------------------- | ---------------- | --------- | ----------- | --------- | --------- | ---------------- |
| 1           | Henrik von Eckermann | Paola            | 0         | -           | 0         | 41,55     | 20               |
| 2           | Marco Kutscher       | Satisfaction FRH | 0         | -           | 0         | 42,22     | 17               |
| 3           | Ludger Beerbaum      | Chaman           | 0         | -           | 0         | 42,81     | 15               |

(Plätze eins bis drei von insgesamt 38 Teilnehmern)

### 6. Prüfung: Hannover
Die erste Prüfung der Riders Tour in der Hallensaison findet traditionell in Hannover statt. Hier war der Große Preis bei den German Classics (20. Oktober bis 23. Oktober 2011) die sechste Wertungsprüfung der Riders Tour. Die Dotation des Großen Preises betrug 70.000 €. Aufgebaut wurde der Parcours von Frank Rothenberger.
Im ersten Umlauf der Wertungsprüfung blieben vier Reiter fehlerfrei, zwei weitere hatten jeweils einen Zeitstrafpunkt. Den schnellsten Ritt im zweiten Umlauf lieferte Marcus Ehning mit Sabrina in einer Zeit von 36,11 Sekunden ab, hatte jedoch einen Hindernisabwurf. Insgesamt blieben im zweiten Umlauf der besten zehn Paare fünf Reiter fehlerfrei, der Abstand zwischen deren Zeiten beträgt etwas mehr als zwei Sekunden. Der Sieg ging an Jörg Oppermann, der damit einen seiner bisher größten Einzelerfolge erzielte.
|             | Reiter                  | Pferd                 | 1. Umlauf | 1. Umlauf   | 2. Umlauf | 2. Umlauf | Wertungs- punkte |
| Strafpunkte | Reiter                  | Pferd                 | Zeit (s)  | Strafpunkte | Zeit (s)  |           | Wertungs- punkte |
| ----------- | ----------------------- | --------------------- | --------- | ----------- | --------- | --------- | ---------------- |
| 1           | Jörg Oppermann          | Che Guevara           | 0         | -           | 0         | 36,28     | 20               |
| 2           | Katharina Offel         | Cathleen              | 0         | -           | 0         | 36,52     | 17               |
| 3           | Florian Meyer zu Hartum | Heidegirl Wichenstein | 4         | -           | 0         | 37,89     | 15               |

(Plätze eins bis drei von insgesamt 39 Teilnehmern)

### 7. Prüfung: München
Der Abschluss der Riders Tour 2011 fand bei den Munich Indoors (4. November bis 6. November 2011) in der Münchener Olympiahalle statt. Die Finalprüfung, der Große Preis, wurde am 6. November ab 14:30 Uhr ausgetragen.
Der erste Umlauf des Großen Preises stellte sich als sehr anspruchsvoll für die Teilnehmer dar. Insgesamt kam es hier zu nur zwei fehlerfreien Umläufen sowie eine Runde mit einem Zeitstrafpunkt. Für den zweiten Umlauf der besten Zehn qualifizierten sich damit bis auf einen auch alle Reiter mit vier Strafpunkten.
Die schnellste Runde im zweiten Umlauf zeigte gleich der erste Teilnehmer, Marcus Ehning mit Sabrina – er hatte jedoch einen Stangenabwurf. Als letzte Teilnehmerin kam Katrin Eckermann in den Parcours, hatte jedoch einen Abwurf am ersten Hindernis und verpasste damit die Chance auf den Riders Tour-Gesamtsieg. Der Sieg in der Prüfung ging an John Whitaker mit dem Hengst Peppermill.
|             | Reiter          | Pferd      | 1. Umlauf | 1. Umlauf   | 2. Umlauf | 2. Umlauf | Wertungs- punkte |
| Strafpunkte | Reiter          | Pferd      | Zeit (s)  | Strafpunkte | Zeit (s)  |           | Wertungs- punkte |
| ----------- | --------------- | ---------- | --------- | ----------- | --------- | --------- | ---------------- |
| 1           | John Whitaker   | Peppermill | 0         | -           | 0         | 38,71     | 20               |
| 2           | Johannes Ehning | Salvador V | 4         | -           | 0         | 39,81     | 17               |
| 3           | Thomas Voß      | Carinjo    | 4         | -           | 0         | 41,25     | 15               |

(Plätze eins bis drei von insgesamt 36 Teilnehmern)

## Gesamtwertung
Die nach Abschluss der Saison auf den Rängen eins bis sechs platzierten Reiter erhielten Preise. Hierfür war jedoch die Teilnahme an der Finalprüfung in München erforderlich, weshalb unter anderem Meredith Michaels-Beerbaum (mit zuvor 28 Wertungspunkten) nicht in der Endabrechnung berücksichtigt wurde.
|   | Reiter              | Hagen | Hamburg | Wiesbaden | Münster | Paderborn | Hannover | München | Wertungs- punkte |
| - | ------------------- | ----- | ------- | --------- | ------- | --------- | -------- | ------- | ---------------- |
| 1 | Ludger Beerbaum     | 17    | —       | 20        | —       | 15        | 0        | 0       | 52               |
| 2 | Katrin Eckermann    | —     | —       | 0         | 20      | 13        | 5        | 9       | 47               |
| 3 | Jörg Oppermann      | —     | —       | —         | —       | 7         | 20       | 8       | 35               |
| 4 | Robert Whitaker     | 15    | —       | —         | 17      | 0         | 0        | 0       | 32               |
| 5 | Torben Köhlbrandt   | —     | 17      | —         | 11      | 0         | —        | 0       | 28               |
| 6 | Nisse Lüneburg      | 9     | 9       | —         | 0       | —         | 8        | 0       | 26               |
| 6 | Angelica Augustsson | —     | —       | 17        | 9       | —         | —        | 0       | 26               |